# Robin des Bois
Pour les articles homonymes, voir Robin des Bois (homonymie).
Robin des Bois (en anglais : Robin Hood) est un personnage de fiction britannique, héros légendaire, et archétypal du Moyen Âge anglais. D'abord sujet d'une tradition orale, il devient un personnage littéraire au XIVe siècle, avec des œuvres telles que Piers plowman (« Pierre le Laboureur ») de William Langland, puis le héros de diverses gestes du XVe siècle telles que The Lytell Geste of Robin Hood.
Selon la légende telle qu'elle est répandue aujourd’hui, Robin des Bois était un brigand au grand cœur qui vivait caché dans la forêt de Sherwood et de Barnsdale. Habile braconnier, mais aussi défenseur avec ses nombreux compagnons des pauvres et des opprimés, il volait aux riches pour donner aux pauvres ou rendait au peuple l'argent des impôts prélevés, selon les idéaux des auteurs.

## Étymologie
Hood signifie en anglais « capuche, capuchon », mais peut aussi signifier « truand », Robin Hood étant peut-être originellement « Robin le Truand ». Ainsi, la capuche pourrait être un élément ajouté a posteriori par la légende anglo-saxonne pour expliquer son nom anglais par cette coiffe, et ne plus l'associer à son côté criminel.
L'anglais Robin Hood signifie donc littéralement « Robin à la capuche », ou « Robin au capuchon ». Le français « Robin des Bois » provient d'une erreur de traduction issue d'une confusion entre hood (« capuche, capuchon »)  et son paronyme wood (« bois »),.

## Histoire

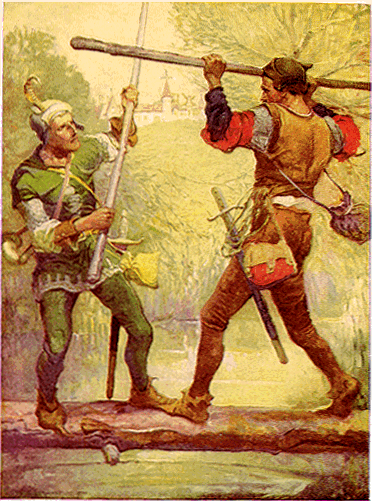
Robin des Bois et Petit Jean, par Louis Rhead en 1912.

La première mention de Robehod ou Hobbehod date de 1228 dans un document judiciaire : un parchemin recense un Robinhood mis en prison pour non-paiement d'une dette ou d'une amende. La majorité des références datent de la fin du XIIIe siècle : entre 1261 et 1300 en Angleterre, on retrouve pas moins de huit références à un certain Rabunhod.

## Légende et popularisation du personnage
Au début du XIVe siècle, des ballades populaires célèbrent les aventures de Robin des Bois, notamment d'un Robin, chef d'une équipe de lutteurs qui apparaît lors des fêtes paroissiales. Il est dès lors suffisamment connu dans la tradition orale pour apparaître dans la littérature : la première mention manuscrite d'une œuvre littéraire de Robin des Bois se trouve dans Pierre le laboureur (Piers Plowman) de William Langland (1377), où Sloth, un prêtre paresseux, déclare : « Je connais des rimes de Robin des Bois. » Trois ans plus tard, le chroniqueur écossais Jean de Fordun écrit que le personnage de Robin des Bois dans les ballades « plaît mieux que tous les autres. »
Au cours du XVe siècle se forge la légende de Robin des Bois dans plusieurs ballades qui s'étoffent : A Gest of Robyn Hode (La geste de Robin des Bois) est un conte enfantin, compilation de plusieurs poèmes du XIVe siècle, qui le présente comme un hors-la-loi au grand cœur, affrontant un système corrompu avec son arc long (arme ignoble au sens étymologique du terme) ; Robin et le moine, histoire sanglante dans laquelle il détrousse les riches pour son propre compte et tue des gens avec flegme ; Robin et le potier, conte comique dans lequel il berne le shérif de Nottingham grâce à la femme de ce dernier ; Gest (ou The Little Geste), présente une version complète de l’histoire de Robin des Bois (avec les personnages du bûcheron Petit Jean et de Stuteley, chef du groupe de paysans que Robin a sauvé de la potence).
De nombreuses versions imprimées de ces ballades apparaissent au début du XVIe siècle au moment où l'imprimerie connaît ses premiers essors en Angleterre. Son image a cependant changé : il n'y est plus question d'un personnage aussi cruel qu'au siècle précédent, et Robin est désormais qualifié de gentleman, ce qui à cette époque signifie un commerçant ou un fermier indépendant. Ce n'est qu'à la fin du siècle qu'il acquiert dans les pièces élisabéthaines (par exemple en 1601 The Downfall and Death of Robert, Earl of Huntingdon, La chute et la mort de Robert, comte de Huntingdon) un titre de noblesse et prend le nom de « Robin de Loxley », ou encore de « Robert Fitz Ooth, comte de Huntingdon » : de hors-la-loi, les auteurs des pièces de théâtre le transforment (phénomène de gentrification) en noble dépossédé volant les riches pour donner aux pauvres.
Son association romantique avec Marianne (ou « Marion », parfois appelée « Mathilde ») date de cette dernière période. L'association de ces deux personnages provient d'une pastourelle lyrique du poète français Adam de la Halle, Le Jeu de Robin et Marion (vers 1283). À part les noms, rien cependant ne permet d'établir une correspondance entre cette œuvre et les ballades sur Robin des Bois. Le couple se rencontre soit dans les fêtes paroissiales (ballades dans lesquelles ils font partie tous deux du petit peuple, elle étant présentée comme une danseuse), soit dans la demeure seigneuriale du père de Lady Marianne (pièces de théâtre les présentant comme des nobles). Marianne devient même le double féminin de Robin au XIXe siècle (combattant à cheval). Apparaît à la même période le frère Tuck, confesseur de Marianne. En 1521, John Major situe l'histoire du Roi des voleur vers les années 1190 au moment où le roi Richard Cœur de Lion part pour la troisième croisade ainsi que dans le contexte de la captivité du Roi Richard à son retour.
Au XVIIe siècle, Robin des Bois figure dans The Sad Shepherd (Le Triste Berger, 1641) de Ben Jonson. Puis, au XIXe siècle, Robin des Bois devient un des héros du roman Ivanhoé (1819) de Walter Scott, ce qui en fait un personnage mondialement popularisé. L'idée que Robin est un rebelle saxon combattant les seigneurs normands et vole aux riches pour donner aux pauvres date de cette époque. Thomas Love Peacock, qui fait paraître le célèbre Maid Marian trois ans après Ivanhoé, est accusé de plagiat - soutenant toutefois que son livre avait été écrit en 1818, un an avant la parution de celui de Scott. L’influence de Rabelais y est sensible, notamment à travers le personnage de frère Tuck. Ce dernier ouvrage servira de base pour une grande partie des adaptations cinématographiques.

## Localisations et recherches

Robin des Bois sur le drapeau du Nottinghamshire.

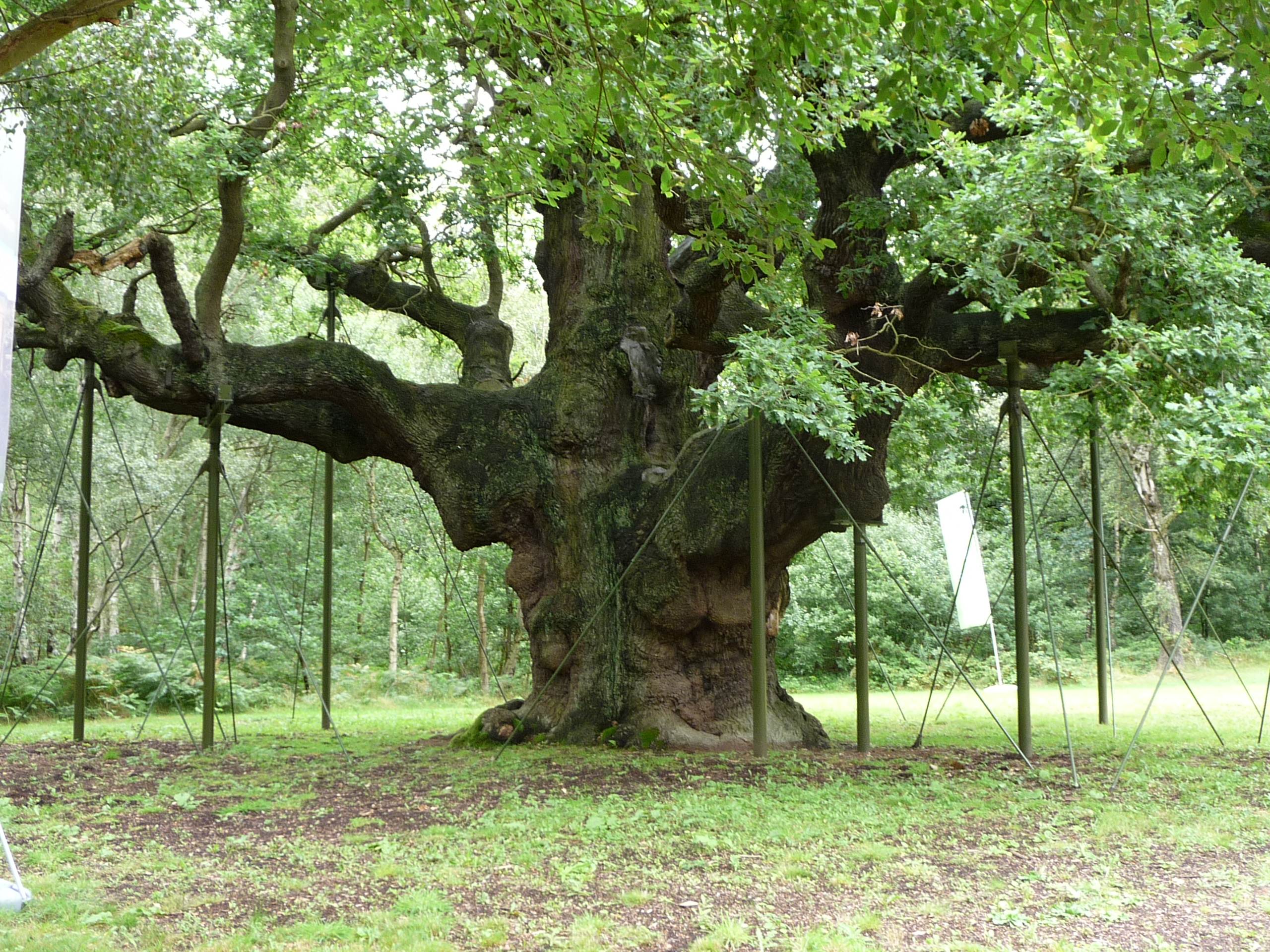
Le Major Oak dans la forêt de Sherwood.

Les ballades font évoluer Robin des Bois à Barnsdale, dans une zone se situant entre Pontefract et Doncaster, dans le comté de York, ou dans la forêt de Sherwood, au sein du comté du Nottinghamshire (Sherwood est spécifiquement mentionné dans la ballade Robin Hood et le moine). Les versions modernes ont retenu la seconde localisation, et pour cette raison, le comté revendique le personnage : depuis 2011 une silhouette de Robin des Bois est représentée sur le drapeau du comté tout comme les grands panneaux routiers entrant dans le comté représentent Robin des Bois avec son arc et une flèche, l'accueil des personnes à « Robin Hood County ». La BBC de Nottingham utilise aussi l'expression « Robin Hood County » sur ses programmes réguliers.
Un des plus fameux sites liés à Robin des Bois est le « Major Oak », un chêne pubescent de très grande taille dont les botanistes estiment l'âge entre 800 et 1000 ans, considéré comme le repaire du héros et de ses comparses, bien qu'au temps légendaire de Robin des Bois, il était au mieux un jeune et frêle chêneau. En revanche, l'université de Nottingham réalise en 2010 une étude des grottes des environs de Nottingham, dans le but « d'accroître le potentiel touristique de ces sites ». Le projet utilise un scanner laser 3D pour produire des fac-similé en trois dimensions permettant d'analyser et de localiser plus de 450 grottes de grès autour de Nottingham, où l'on pourrait trouver des traces de campements humains de l'époque de Robin des Bois.

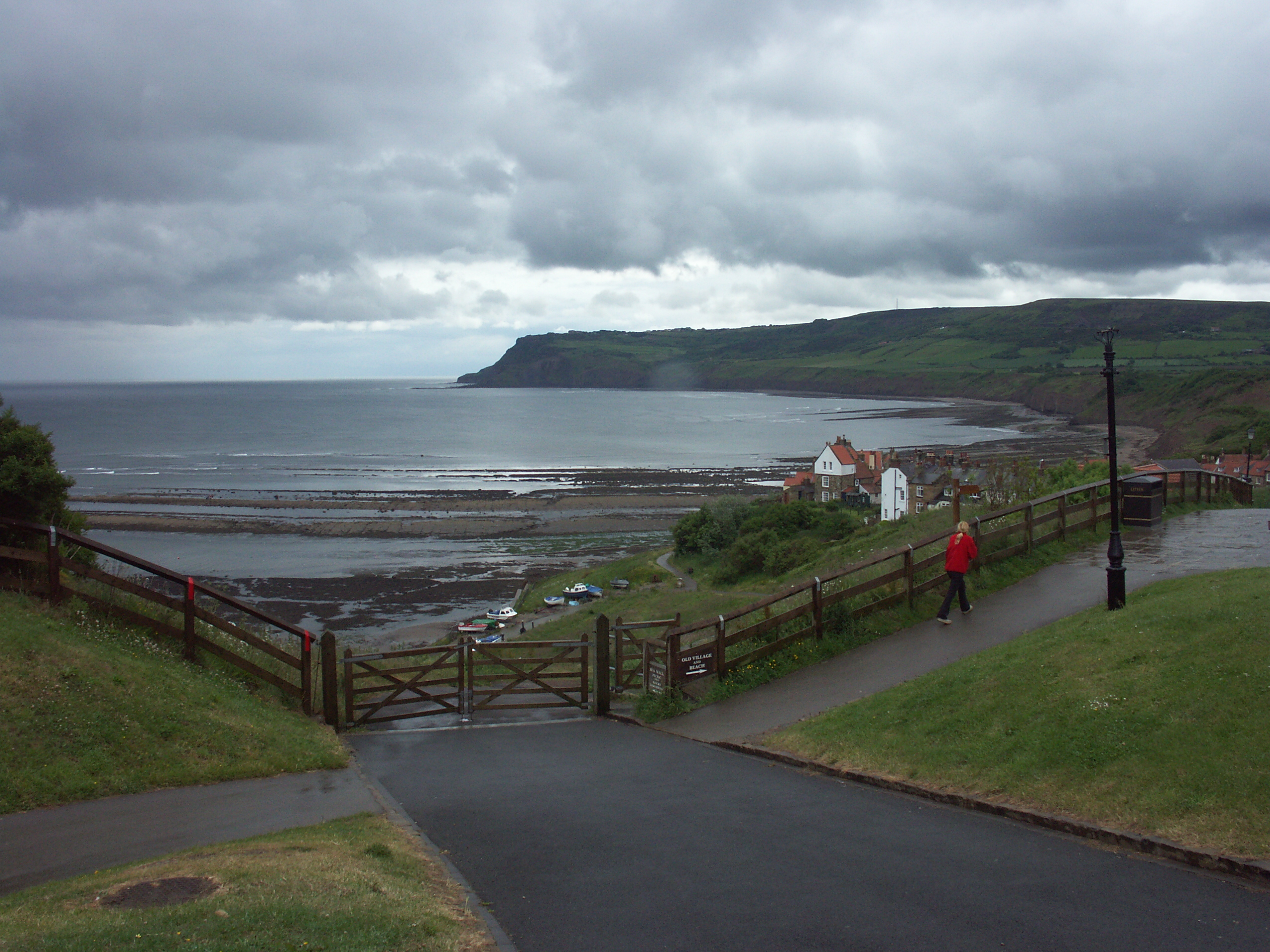
La Robin Hood's Bay sur la côte du Yorkshire.

Les environs de Tideswell se disputent aussi le lieu de l'action, les registres du tribunal local font état d'un grand nombre d'apparitions du nom « Robert de Lockesly » en 1245.
On peut mentionner aussi le petit village de Robin Hood's Bay sur la baie homonyme de la côte du Yorkshire, où une ballade anglaise et une légende racontent l'histoire de Robin des bois à l'assaut de pirates français, venus piller les bateaux et la côte nord-ouest. Les pirates se rendirent et Robin des bois rendit le butin aux pauvres du village, appelé désormais « Baie de Robin Hood ».
Plusieurs localités affirment posséder la tombe de Robin des Bois.

## Les personnages de la légende
Lorsque Robin est identifié comme le seigneur de Locksley (chef-lieu du comté de Hallamshire), il est déclaré dépossédé de ses terres par le Shérif de Nottingham et déclaré hors-la-loi. Le shérif apparaît dans les premières ballades, où Robin finit par le décapiter. Ses autres ennemis sont un chasseur de primes du nom de Guy de Gisbourne, ainsi que de riches abbés, lesquels sont également tués par Robin. Robin des Bois est souvent représenté avec un chapeau à bec, vêtu de vert.
Les hommes de main de Robin des bois, en français les « Joyeux Compagnons », sont :
- Frère Tuck (Friar Tuck), un moine ;
- Marianne, la fiancée de Robin (Marian, Mathild, Marion) ;
- Petit Jean, un des plus célèbres compagnons de Robin (Little John) ;
- Will l'Écarlate, le neveu de Robin (Will Scarlett) ;
- Allan A'Dayle, ménestrel ;
- Much, fils de meunier ;
- Will Stutely.

## Robin des bois, héraut et héros prolétarien?
Dans les pays du bloc communiste, des ouvrages comme Robin Hood and Little John, or the merry men of Sherwood forest de Pierce Egan fils (en) (publié en français par Alexandre Dumas en deux parties : Le Prince des voleurs et Robin Hood le proscrit) ont été traduits et « adaptés » de manière à en faire un héros du peuple rebelle, rôle exemplaire et éducatif marxiste également dévolu à Spartacus, à Thierry la Fronde, à Gaspard de Besse et aux betyárs, haïdouks et bogatyrs locaux qui, comme l'analyse Rodney Hilton, sont autant de symboles de la révolte des paysans asservis.
D'après Laurence Belingard, maître de conférences en histoire anglaise à l'université d'Avignon, le personnage décrit dans certaines ballades populaires n'a rien à voir avec l'image du noble justicier mais plutôt comme un brigand parfois cruel et violent. Elle note par exemple des passages où il décapite un moine, ou d'autres où il décapite un enfant. Dans les textes anciens, Robin des Bois apparaît comme un koulak, en anglais yeoman : fermier aisé qui ne met jamais en cause l'ordre établi, ne propose aucun idéal social et se prosterne devant le roi Richard Ier. « Illusion bien médiévale que celle qui met le roi du côté des paysans, du fait des nombreux conflits qui l'ont opposé, uniquement pour l'intérêt de la couronne, aux propriétaires, oppresseurs des serfs », écrit Rodney Hilton. « Cette erreur aboutit au désastre populaire de 1381 ».
En 1953, dans le cadre du maccarthysme et de la chasse aux « communistes » ou supposés tels aux États-Unis, Robin des Bois est assimilé à de la « propagande communiste » par l'État de l'Indiana et retiré des bibliothèques.

## Dans les arts et la culture populaire

### Littérature

#### Romans
- Alexandre Dumas
  - Le prince des voleurs, 1872.
  - Robin Hood le proscrit, 1873.
- René Thévenin, Robin des Bois, 1949
- Suzanne Pairault (Hachette, Idéal-Bibliothèque)
  - Robin des Bois, 1953.
  - La revanche de Robin des Bois, 1958.
  - Robin des Bois et la flèche verte, 1962.
- Donald E. Cookes, Les Compagnons de Robin des Bois, Rouge et Or, 1967. L'œuvre se passe en 1212, un an après le décès de Robin des bois, « mort d'une grave blessure », « lâchement assassiné par une femme ». Les anciens compagnons de Robin des Bois, Petit-Jean, Will Scarlett, Will Stuteley et frère Tuck reprennent le combat contre la tyrannie du roi Jean après avoir intégré dans leur bande un jeune aristocrate, dépossédé de ses terres par les hommes du roi Jean. Il s'appelle Arthur Fitzooth et ressemble comme un frère à leur ancien chef. Il est en fait le cousin de Robin Fitzooth de Locksley. Leur combat, mené avec l'aide d'Etienne Langton, aboutit à la signature de la Grande Charte.
- Michael Mopurgo, Robin des bois, Folio Junior. Réécriture de la légende dans un roman pour la jeunesse.
- Jérôme Noirez, La dernière flèche, Mango, 2010. Le personnage principal est Diane, 15 ans, fille de Robin. Elle se rend à Londres avec son père, veuf depuis la mort de Marianne, survenue plusieurs années auparavant.
- Claude Merle, Robin des bois, héros de légende, Bayard, 2010.
- Elena Kedros, La Légende de Robin, Pocket jeunesse, 2015. Et si Robin était une fille ?

#### Théâtre
- 1997 : Robin des Bois d'à peu près Alexandre Dumas d'après Alexandre Dumas, écrite par Marina Foïs et Pierre-François Martin-Laval, interprétée par la troupe des Robin des Bois, mise en scène Pierre-François Martin-Laval.

#### Bande dessinée
- Robin des Bois, série parue dans Vaillant puis Pif gadget de 1965 à 1975, avec des scénarios de Jean Ollivier et des dessins de Lucien Nortier, Christian Gaty, Charlie Kiéfer puis Eduardo Coelho.
- Robin des bois, scénario et dessins de Ramón De La Fuente, Nathan, Les œuvres célèbres en BD, 1976  (ISBN 84-2010-425-6)

### Musique

#### Opéra
- Robin Hood, or Sherwood forest (1784), opéra-comique de William Shield.
- Robin des bois (1824), adaptation française de l'opéra de Weber, Der Freischütz (sans rapport avec le livret original).
- Robin Hood, opéra-comique de Reginald De Koven

#### Comédie musicale
- Robin des Bois (2013) comédie musicale avec Matt Pokora, Stéphanie Bédard, Sacha Tran, Caroline Costa, Dumè, Marc Antoine, Nyco Lilliu.

### Filmographie
Le mythe de Robin des Bois a connu énormément d'adaptations à l'écran.

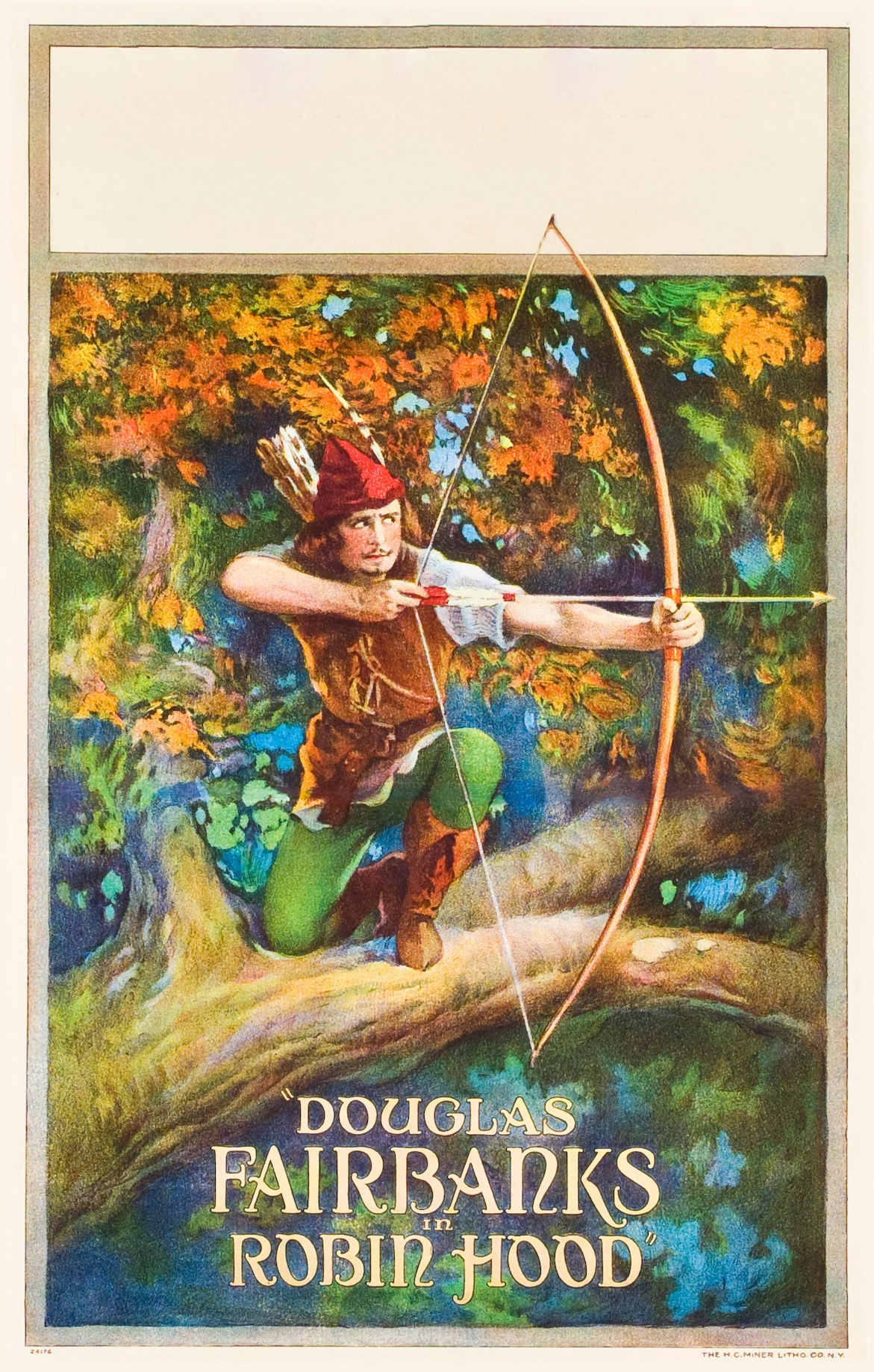
Affiche du film Robin Hood de 1922 avec Douglas Fairbanks.

#### Cinéma
- 1908 : Robin Hood and His Merry Men de Percy Stow, l'acteur interprétant Robin n'est pas crédité.

- 1912 :
  - Robin Hood de Étienne Arnaud et Herbert Blaché avec Robert Frazer.
  - Robin des Bois Hors-la-loi de Charles Raymond (en) avec A. Brian Plant.
- 1913 :
  - Robin Hood de Theodore Marston avec William Russell.
  - In the Days of Robin Hood de F. Martin Thornton avec H. Agar Lyons.

- 1922 : Robin des Bois de Allan Dwan avec Douglas Fairbanks.

- 1932 : The Merry Men of Sherwood de Widgey R. Newman avec John J. Thompson.
- 1938 : Les Aventures de Robin des Bois (he Adventures of Robin Hood) de Michael Curtiz avec Errol Flynn.

- 1946 : Le Fils de Robin des Bois (The Bandit of Sherwood Forest) de George Sherman et Henry Levin, avec Cornel Wilde.
- 1948 : Le Prince des voleurs (The Prince of Thieves) de Howard Bretherton avec Jon Hall.

- 1949 : Bugs Bunny et Robin des bois (Rabbit Hood) de Chuck Jones avec Mel Blanc.
- 1950 : La Revanche des gueux (Rogues of Sherwood Forest) de Gordon Douglas avec John Derek.
- 1951 : Tales of Robin Hood de James Tinling avec Robert Clarke.
- 1952 :
  - Robin des Bois et ses joyeux compagnons (The Story of Robin Hood and His Merrie Men) de Ken Annakin avec Richard Todd.
  - Ivanhoé (Ivanhoe) de Richard Thorpe avec Robert Taylor - Dans le film, contrairement au roman, il n'apparaît que sous son patronyme, Loksley.
- 1954 : La Revanche de Robin des Bois (Men of Sherwood Forest) de Val Guest avec Don Taylor.
- 1958 :
  - Daffy des bois (Robin Hood Daffy) de Chuck Jones.
  - Tom et Jerry Robin des Bois (Robin Hoodwinked) de Joseph Barbera et William Hanna.
  - Robin des Bois don Juan (The Son of Robin Hood) de George Sherman avec David Hedison.
- 1959 : La Flèche noire de Robin des Bois (Capitan Fuoco) de Carlo Campogalliani avec Lex Barker.

- 1960 : Le Serment de Robin des Bois (Sword of Sherwood Forest) de Terence Fisher avec Richard Greene.
- 1961 : Robin des Bois et les Pirates (Robin Hood e i pirati) de Giorgio Simonelli, avec Lex Barker.
- 1964 :
  - Les Sept Voleurs de Chicago (Robin and the 7 Hoods) - parodie de Robin des Bois dans le monde des gangsters de Chicago, avec Frank Sinatra et Dean Martin.
  - Mr. Magoo in Sherwood Forest de Abe Levitow avec Jim Backus.
- 1967 : Le Défi de Robin des Bois (A Challenge for Robin Hood) de C.M. Pennington-Richards avec Barrie Ingham.
- 1969 : Les Aventures galantes de Robin des Bois de Richard Kanter avec Dee Lockwood.

- 1970 : Robin des Bois le magnifique (Il magnifico Robin Hood) de Roberto B. Montero avec George Martin.
- 1971 : La Grande Chevauchée de Robin des Bois (L'arciere di fuoco) de Calvin Jackson Padget avec Giuliano Gemma.
- 1973 : Robin des Bois (Robin Hood) de Wolfgang Reitherman avec Brian Bedford.
- 1975 : Les Flèches de Robin des Bois (Стрелы Робин Гуда) de Sergueï Tarassov, avec Boris Khmelnitsky.
- 1976 :
  - La Rose et la Flèche (Robin and Marian) de Richard Lester avec Sean Connery.
  - Ça va être ta fête, Robin (Storia di arcieri, pugni e occhi neri) de Tonino Ricci avec Alan Steel.

- 1981 : Bandits, bandits (Time Bandits) de Terry Gilliam avec John Cleese.
- 1985 : Robin des Bois de Geoff Collins et Warwick Gilbert avec Robert Coleby.

- 1990 : O Mistério de Robin Hood de José Alvarenga Júnior avec Renato Aragão.
- 1991 :
  - Robin des Bois, prince des voleurs (Robin Hood: Prince of Thieves) de Kevin Reynolds avec Kevin Costner.
  - Robin des Bois (Robin Hood) de John Irvin avec Patrick Bergin.
- 1993 : Sacré Robin des Bois (Robin Hood: Men in Tights) de Mel Brooks avec Cary Elwes.
- 1994 : Robin Hood : Prince of Sherwood de James Hunter avec Jason Braly.

- 2001 : Shrek d'Andrew Adamson et Vicky Jenson, joué par Vincent Cassel.
- 2010 : Robin des Bois (Robin Hood) de Ridley Scott avec Russell Crowe.
- 2012 : Tom et Jerry : L'Histoire de Robin des bois (Tom and Jerry: Robin Hood and His Merry Mouse) de Spike Brandt et Tony Cervone avec Jamie Bamber.
- 2015 : Robin des bois, la véritable histoire de Anthony Marciano avec Max Boublil.
- 2018 :
  - Robin des Bois (Robin Hood) d'Otto Bathurst avec Taron Egerton.
  - Robin des Bois : La Rebellion de Nicholas Winter avec Ben Freeman.

#### Télévision

##### Documentaires
- 2008 : Secrets d'Histoire épisode Robin des Bois a-t-il vraiment existé ? de Jean-Christophe de Revière présenté par Stéphane Bern.
- 2024 : Secrets d'Histoire épisode Robin des Bois, le prince des voleurs présenté par Stéphane Bern.

##### Série
- 1948 : Robin Hood-Winked, 159e épisode de la série d’animation popeye avec Jack Mercer[20].
- 1953 : Robin des Bois avec Patrick Troughton.
- 1955 : Robin des Bois avec Richard Greene.
- 1966 : Robin Fusée avec Ed McNamara.
- 1968 : The Legend of Robin Hood avec David Watson.
- 1975 :
  - Robin Hood Junior de Matt McCarthy avec Keith Chegwin.
  - The Legend of Robin Hood avec Martin Potter.
- 1976 : Ark II de Hollingsworth Morse avec Victor Rogers.
- 1984 :
  - Les folles aventures de Robin des Bois de Ray Austin avec George Segal.
  - Robin of Sherwood avec Michael Praed, Judi Trott.
- 1990 : Les Aventures de Robin des Bois des studios Tatsunoko Productions avec Kazue Ikura.
- 1991 : Robin des Bois Junior avec Jean-Claude Corbel.
- 1997 : Les Nouvelles Aventures de Robin des Bois avec Matthew Porretta et John Bradley.
- 2001 : Le Royaume des voleurs avec Stuart Wilson.
- 2006 : Robin des Bois avec Jonas Armstrong.
- 2007 : Splitting the Arrow de Calvert Hunter et Austin Tooley avec Calvert Hunter.
- 2010 : La Créature de Sherwood de Syfy Universal avec Robin Dunne.
- 2014: Once Upon a Time de Edward Kitsis et Adam Horowitz avec Sean Maguire.
- 2015 : Robin des Bois : Malice à Sherwood de Method Animation avec Benjamin Bollen.
- 1975 : Quand tout était pourri...re, série parodique de Mel Brooks, dans laquelle tous les personnages de Robin des Bois sont tournés en ridicule
- 2001 :
  - Shrek de William Steig - Robin des Bois et sa bande font une apparition comme sauveteurs importuns et rustres en tentant de rançonner Shrek et Fiona. Ils ont des accents français et sont battus par l'héroïne.
  - Le Monde merveilleux de Disney, épisode La princesse des voleurs de Peter Hewitt avec Stuart Wilson.
- 2005 : Kaamelott, Livre III, épisode 75 : Le Justicier (sous le nom de Robyn et interprété par Roland Giraud)
- 2014 :
  - Mythbusters, épisode Les Mouchoirs assassins - Dans cet épisode l'équipe de Mythbusters tente de fendre une flèche en deux avec une autre flèche à l'aide d'un arc.
  - Doctor Who, saison 8, épisode 3 : Robot des Bois joué par Frederik Haùgness.
- 2020 : Crossing Swords, série d’animation pour adultes, avec Alfred Molina dans le rôle du roi des voleurs.
- Le 94e épisode de Star Trek : La Nouvelle Génération, Qpidon réalisé par Cliff Bole, plonge l'équipe de l'Enterprise dans une reconstitution de Robin des Bois.

### Jeux vidéo
- Defender of the Crown (1986) dans lequel le joueur peut faire appel à Robin des Bois par trois fois.
- Super Robin Hood (1986) édité par codemasters software. Super Robin Hood est un jeu d'aventure dans lequel le joueur incarne Robin des Bois et doit sauver Marion des griffes du Sheriff de Nottingham.
- Conquests of the Longbow: The Legend of Robin Hood (1992)
- Robin Hood : La Légende de Sherwood (2002)
- Hood: Outlaws & Legends (2021)

### Autres références
- Dans une ancienne version de Warhammer, la Bretonnie avait la possibilité d'inclure des personnages fortement inspirés de Robin des Bois : Bertrand le brigand, chef des archers de Bergerac, Hugo le Petit (qui était imposant) et Guy le Gros (frère Tuck).
- Dans le manga français de Mika Pen dragon, un personnage se nomme Oud et son vrai nom est Roby Delokusulai.
- Le personnage principal du comic Green Arrow est fortement inspiré de Robin des Bois.
- Robin Mask est un des catcheurs surhumains dans le japanime Muscleman, symbolisant l'Angleterre.
- Dans le jeu mobile Fate/Grand Order, il apparaît en tant que Servant invocable de classe Archer.
- Dans le jeu vidéo League of legend, le personnage de Ashe possède une apparence qui se nomme « Ashe de Sherwood » (Sherwood Forest Ashe), faisant référence à Robin Hood (Ashe se rapportant à la lettre H).
- L'astéroïde (18932) Robinhood, découvert en 2000, est nommé en l'honneur du personnage[21].
- Wargame série "Cry Havoc" sur Robin des Bois (Sherwood) http://www.cryhavocfan.org/